# 加賀彩美
加賀 彩美（かが あやみ、1990年〈平成2年〉3月12日 - ）は、日本のタレント、モデル、元アイドル、元レースクイーン。香川県丸亀市出身。N-Leaves所属。
女性アイドルグループ・AKBN 0（現：Nゼロ）の元メンバー。愛称は、あやみん。

## 略歴
1990年、香川県丸亀市で生まれる。
2009年2月、関西で芸能活動を開始し、同年6月にホリプロ主催ミュージカル「Yu-Gi」で初舞台を踏む。
2010年10月、赤羽発の女性アイドルグループ「AKBN 0 3期生オーディション」（現：Nゼロ）に合格し、唯一の3期生メンバーとなる。
2011年5月4日、1stシングル「大好きだよ!」でCDデビューを果たしテレビ、ラジオ、雑誌、イベント、LIVEなどに出演。
2013年1月7日、NゼロオフィシャルブログにてNゼロを卒業することを発表。4月7日、「Nゼロ（元AKBN 0）13thライブ～聖地赤羽会館ではずみをつけて、次は絶対に日本青年館に行くぞ～新曲ぞくぞく発表スペシャル～ 」にてNゼロを卒業。好きだと公言していた赤色のサイリウムで埋め尽くされた。同年6月、芸能事務所アヴィラと専属契約をし同年7月「SUPERGT JLOCレースクイーン」に選ばれる。情報番組のロケ、ドラマ、舞台、CM、撮影会などに出演する。
2015年3月、アヴィラを退所し芸能界を引退した。
2019年よりフリーランスで芸能活動を再開。
2021年10月、N-Leavesに所属することを発表し、現在は主に企業広告のモデルとして活動中。

## 人物
香川県丸亀市出身であり、8歳下の妹がいる。幼少の頃から歌うこと、人前に立つことが好きで初期からのモーニング娘。の大ファンであり憧れて芸能界に興味を持った。
小学生から硬式テニスを始め、中学校では硬式テニス部とボランティア部を兼部。ボランティア部の活動の一環であったよさこいダンスに魅了され人前で表現することの楽しさを知るきっかけとなる。
高校ではバトントワリング部に所属し野球部の応援や全国高等学校総合文化祭に出場した。高校卒業後は大阪府内の大学に進学。
Nゼロ合格時は大阪府内の大学に在学中であった為、大阪ー東京間を毎週往復し2拠点生活を大学卒業までの約一年半続けた。夜行バス乗り場で予約したバスを探していると大阪行きの一台のバスに数人の男性が群がっておりそれがファンだったというエピソードがある。
大学では経営学部経営学科を専攻。試験日とLIVEが重なってしまった時は自身がしているアイドルビジネスと経営学を絡めて書いた論文を提出し単位を取得した。
LIVEやイベントの際の自己紹介の初めは「まいど〜！」これは当時大阪在住という要素を入れたかったからだという。
Nゼロでの公式ネームは「加賀アヤミン彩美」、ミドルネームを決めなければならない際にニックネームを採用したのは「あやみんという呼び名を定着させたかったから」。Nゼロ在籍時の背番号は18であるが発注ミスにより背番号23のTシャツが僅かに発売されている。18を選んだ理由は自身が好きなスポーツであるサッカーと野球のストライカーとエースの番号だからと語っている。
アヴィラ所属後は以前から興味のあったレースクイーンに挑戦し、モータースポーツの楽しさとチームへの愛着もあって2シーズンJLOCのレースクイーンを務めた。
趣味はスポーツ観戦（野球・サッカー）、ゴルフ、舞台観劇。生まれながらの読売ジャイアンツのファンを公言しているが好きな選手はおらず読売ジャイアンツという球団が好き。
特技はカエルバランス。

## 出演

### テレビドラマ
- 東京スカーレット〜警視庁NS係（2014年、TBSテレビ）

### バラエティ
- MUSIC FOCUS（2011年、千葉テレビ）
- サンドウィッチマンのご当地アイドル発掘団（2011年、TOKYOMX）
- 月刊MelodiX!（2011年、テレビ東京）
- JAPAN COUNTDOWN （2011年、テレビ東京）
- さんまのまんま（2012年、フジテレビ）
- 魁!音楽番付Eight（2012年、フジテレビ）
- ワンセグ☆ふぁんみ（2012年、NHK）
- CDTV（2012年、TBSテレビ）
- PON!（2013年、日本テレビ）
- 舟券女学院（2014年、スカパー! 日本レジャーチャンネル） - レギュラー
- テレビショッピング（2021年、QVC）
- ヒルナンデス - ゴールデンティーチャー美容編メイクモデル（2021年、日本テレビ）

### WEBCM
- はるやま商事「アイシャツのある生活シリーズ」（2019年）

### 広告
- ロート製薬「デオコ」（2020年）
- 治療院マーケティング研究所（2020年）
- 株式会社ベアフォスターホールディングス e-Learningサービス（2020年）

### ラジオ
- STROBE NIGHT!（2011年、NACK5）
- GIRLS GIRLS GIRLS（2012年、FM FUJI）
- ウィークエンドパラダイス（2013年、レディオ湘南）

### 舞台
- ホリプロ主催ミュージカル『Yu-Gi』（2009年2月）
- 名探偵はじめました!（2013年10月23日 - 27日、銀座・みゆき館劇場）

### 雑誌
- 散歩の達人（交通新聞社、2012年）
- 週刊漫画ゴラク（日本文芸社、2012年）
- BM / ブレイクマックス（コアマガジン、2012年）
- TopYell（竹書房、2013年）
- 赤羽Walker（角川マガジンズ、2013年）

### イメージ
- SUPERGT JLOCレースクイーン（2013年 - 2014年）